# Ámsvartnir
Ámsvartnir is een meer uit de Noordse mythologie waarin het eiland Lyngvi ligt. Op Lyngvi wordt de wolf Fenrir door de Asen in de val gelokt en vastgebonden met het touw Gleipnir.